# Académies nationales des sciences, d'ingénierie et de médecine
 (octobre 2022).
La mise en forme du texte ne suit pas les recommandations de Wikipédia : il faut le « wikifier ».
Les points d'amélioration suivants sont les cas les plus fréquents. Le détail des points à revoir est peut-être précisé sur la page de discussion.
- Les titres sont pré-formatés par le logiciel. Ils ne sont ni en capitales, ni en gras.
- Le texte ne doit pas être écrit en capitales (les noms de famille non plus), ni en gras, ni en italique, ni en « petit »…
- Le gras n'est utilisé que pour surligner le titre de l'article dans l'introduction, une seule fois.
- L'italique est rarement utilisé : mots en langue étrangère, titres d'œuvres, noms de bateaux, etc.
- Les citations ne sont pas en italique mais en corps de texte normal. Elles sont entourées par des guillemets français : « et ».
- Les listes à puces sont à éviter, des paragraphes rédigés étant largement préférés. Les tableaux sont à réserver à la présentation de données structurées (résultats, etc.).
- Les appels de note de bas de page (petits chiffres en exposant, introduits par l'outil «  Source ») sont à placer entre la fin de phrase et le point final[comme ça].
- Les liens internes (vers d'autres articles de Wikipédia) sont à choisir avec parcimonie. Créez des liens vers des articles approfondissant le sujet. Les termes génériques sans rapport avec le sujet sont à éviter, ainsi que les répétitions de liens vers un même terme.
- Les liens externes sont à placer uniquement dans une section « Liens externes », à la fin de l'article. Ces liens sont à choisir avec parcimonie suivant les règles définies. Si un lien sert de source à l'article, son insertion dans le texte est à faire par les notes de bas de page.
- La présentation des références doit suivre les conventions bibliographiques. Il est recommandé d'utiliser les modèles {{Ouvrage}}, {{Chapitre}}, {{Article}}, {{Lien web}} et/ou {{Bibliographie}}. Le mode d'édition visuel peut mettre en forme automatiquement les références.
- Insérer une infobox (cadre d'informations à droite) n'est pas obligatoire pour parachever la mise en page.

Pour une aide détaillée, merci de consulter Aide:Wikification.
Si vous pensez que ces points ont été résolus, vous pouvez retirer ce bandeau et améliorer la mise en forme d'un autre article.
Les Académies nationales des sciences, de l'ingénierie et de médecine (National Academies of Sciences, Engineering, and Medicine) (aussi connues sous le nom de NASEM ou d'Académies nationales) sont une entité de type académie nationale, scientifique et collective des États-Unis. Ce nom est utilisé de manière interchangeable dans deux sens : 
1. comme terme générique pour ses trois organisations membres honorifiques quasi indépendantes, la National Academy of Sciences (NAS), la National Academy of Engineering (NAE) et la National Academy of Medicine (NAM) ;
2. en tant que marque des études et des rapports publiés par le bras opérationnel des trois académies, le Conseil national de recherches (ou NRC pour "National Research Council", institution crée en 1916 au sein de la NAS.

Désormais  conjointement gouverné par les trois académies, le NRC produit chaque année quelque 200 publications (publiées via la National Academies Press). Les rapports produits par les Académies nationales ont été caractérisés comme reflétant un consensus scientifique

## Histoire
L'Académie nationale des sciences des États-Unis est créée par une loi d'incorporation daté du 3 mars 1863, signé par le président des États-Unis d'alors, Abraham Lincoln. Ce texte stipule que « (...) l'Académie doit, chaque fois qu'elle est sollicitée par un département du gouvernement, enquêter, examiner, expérimenter et faire rapport sur tout sujet scientifique ou artistique... ».
Avec la guerre civile américaine qui fait rage, la nouvelle Académie se retrouve avec peu de questions posées et de problèmes à résoudre, abordant des questions de « (...)monnaie, poids et mesures, coques de navires en fer et pureté du whisky ». Toutes les organisations affiliées par la suite sont créées sous cette même « charte globale du Congrès », y compris les deux académies plus jeunes, la National Academy of Engineering (NAE) (créée en 1964) et la NAM (créée sous le nom d'Institute of Medicine en 1970 et rebaptisée NAM en 2015).
En vertu de cette même charte, le Conseil national de la Recherche est créé en 1916. Le 19 juin de cette année-là, le président américain Woodrow Wilson demande à l'Académie nationale des sciences d'organiser un « Conseil national de la recherche » (d'abord appelé National Research Foundation) visant à favoriser et encourager « l'utilisation accrue de la recherche scientifique dans le développement des industries américaines… l'emploi de méthodes scientifiques pour renforcer la défense nationale… et toutes autres applications de la science qui favoriseront la sécurité et le bien-être nationaux ».
L'Académie soutient alors la préparation de la défense nationale, et le « Comité sur l'approvisionnement en acide nitrique » (approuvé par le secrétaire à la guerre Newton D. Baker ; l'acide nitrique étant alors la substance de base pour la fabrication de propulseurs tels que la cordite, des explosifs puissants, des colorants, des engrais et d'autres produits, mais sa disponibilité était limitée en raison de la Première Guerre mondiale. Le NRC, par l'intermédiaire de son comité, recommande l'importation de salpêtre chilien et la construction de quatre nouvelles usines de munitions. Ces recommandations sont acceptées par le département de la guerre en juin 1917, bien que les usines ne soient pas achevées avant la fin de la guerre. En 1918, Wilson officialise l'existence du NRC en vertu du décret 2859,,. L'ordre de Wilson déclare que la fonction du NRC est en général :
[Pour] stimuler la recherche dans les sciences mathématiques, physiques et biologiques et dans l'application de ces sciences à l'ingénierie, à l'agriculture, à la médecine et à d'autres arts utiles dans le but d'accroître les connaissances, de renforcer la défense nationale et de contribuer par d'autres moyens au bien-être public.
Durant la Première Guerre mondiale, les États-Unis entrent en guerre. Sous la présidence de Woodrow Wilson, le National Research Council (NRC) est officiellement chargé de stimuler la recherche scientifique et renforcer la défense nationale ; le CNRC joue alors le rôle de Département des sciences et de la recherche du Conseil de la défense nationale ainsi que de la Division des sciences et de la recherche du Corps des transmissions de l'armée des États-Unis. Quand la guerre est déclarée par le pays, le Conseil a déjà organisé des comités sur la guerre anti-sous-marine et la guerre au gaz de combat. Le 1er juin 1917, le conseil convoque une réunion de représentants scientifiques du Royaume-Uni et de France avec des parties intéressées des États-Unis au sujet de la détection de sous-marins,, suivie d'une réunion avec les Britanniques et les Français (à Paris en octobre 1918), après quoi le NRC recommande que des scientifiques travaillent sur ce sujet. La recherche dirigée par le conseil dans la production d'une méthode basée sur le son pour détecter les sous-marins est un succès, ainsi que d'autres innovations militaires. Le NRC, progressivement découplé de l'armée, est conservé à la fin de la guerre.
Durant la Seconde Guerre mondiale, les National Academies contribuent à des projets stratégiques tels que le développement du radar et des matériaux synthétiques.
Dans l'après la guerre, elles incluent dans leur champ d'action la santé publique, l'environnement et l'éducation scientifique.
Dans les années 1960, la création de la National Academy of Engineering (1964) et de l'Institute of Medicine (1970, renommé National Academy of Medicine en 2015) renforça leur rôle multidisciplinaire. Ces institutions produisent des rapports influents, dont sur des sujets alors émergents tels que la pollution atmosphérique et la sécurité alimentaire.
Entre 2000 et 2020, les National Academies publient des études majeures sur le changement climatique, la sécurité des vaccins et les technologies émergentes.
Sous la seconde présidence de Donald Trump, caractérisées par de vives attaques et des « rafales de décrets » contre les sciences, elles sont confrontées à des défis importants (coupes budgétaires avec licenciement de milliers de scientifiques d'agences fédérales telle que la National Science Foundation(NSF), suppression de programmes de formation de jeunes chercheurs, suppression, au moins temporaire d'accès à des ensembles importants de données publiques) et pressions politiques et idéologiques visant à limiter la recherche sur des sujets jugés wokes ou controversés par la Maison Blanche, selon un schéma (qui semblent en grande partie calqué sur le projet 2025, un plan politique ultraconservateur conçu par la Heritage Foundation, visant à remodeler radicalement les politiques fédérales américaines, notamment en matière de science et de recherche) et notamment mis en oeuvre par Russell Vought à la Maison Blanche. 

Malgré ces pressions, en réponse, près de 2 000 chercheurs membres des National Academies ont publié une lettre ouverte dénonçant ce qu'ils considèrent comme une « attaque contre la science » : 

« Nous nous exprimons en tant qu'individus. Nous percevons un réel danger en ce moment. Bien que nos opinions politiques soient diverses, nous sommes unis en tant que chercheurs pour défendre l'indépendance de la recherche scientifique (…) Nous lançons ce SOS comme une alerte claire : le système scientifique de notre nation est en train d'être démantelé »

… attaque qui suscite «une très grande inquiétude» au delà des Etats-Unis dans le monde de la recherche sur le Climat. Cependant, les National Academies elles-mêmes ont évité de critiquer directement l'administration, probablement pour préserver leur financement fédéral.
Ses statuts n'ont été modifiés qu'à trois reprises : en 1956, en janvier 1993 et en juillet 2015.

## Les Académies
L'Académie nationale des sciences, l'Académie nationale d'ingénierie et l'Académie nationale de médecine sont des organisations à membres honoraires, ayant chacune leur conseil d'administration et élisant annuellement chacune leurs nouveaux membres, totalisant plus de 6 300 scientifiques, ingénieurs et professionnels de la santé. Selon les termes de la charte originale du Congrès de 1863, les trois académies servent pro bono de « conseillers à la nation en matière de science, d'ingénierie et de médecine ».

## Unités de programme
Les unités de programme (anciennement dits Conseils nationaux de recherche), sont collectivement le bras opérationnel des trois académies pour fournir des conseils politiques objectifs.
Elles sont dotées d'une charte distincte (voir ci-dessus), mais relève aussi de la charte générale de l'Académie nationale des sciences, dont l'organe fiduciaire ultime est le Conseil de la NAS.
En pratique, le Conseil de la NAS délègue le pouvoir de gouvernance à un conseil d'administration du Conseil national de la recherche, présidé conjointement par les présidents des trois académies, avec des membres supplémentaires choisis par eux ou spécifiés dans les chartes des académies.
Sous ce parapluie de trois académies, les unités de programme produisent des rapports qui façonnent les politiques, informent l'opinion publique et font progresser la poursuite de la science, de l'ingénierie et de la médecine.
Sept divisions principales sont : la Division des sciences comportementales et sociales et de l'éducation, la Division des études de la Terre et de la vie, la Division de l'ingénierie et des sciences physiques, la Division de la santé et de la médecine, la Division des politiques et des affaires mondiales, le Conseil de recherche sur les transports et le Programme de recherche du Golfe.

### Département des sciences comportementales et sociales et de l'éducation (DBASSE)

#### Unités de la Division des sciences comportementales et sociales et de l'éducation
Unités de la Division des sciences comportementales et sociales et de l'éducation
- Conseil sur les enfants, les jeunes et les familles (BCYF)
- Conseil des sciences comportementales, cognitives et sensorielles (BBCSS)
- Conseil sur l'intégration homme-système (BOHSI)
- Conseil sur le changement environnemental et la société (BECS)
- Conseil de l'enseignement des sciences (BOSE)
- Commission du droit et de la justice (CLAJ)
- Conseil des tests et de l'évaluation (BOTA)
- Commission de la population (CPOP)
- Comité des Statistiques Nationales (CNSTAT)

### Département des études de la Terre et de la vie (DELS pour Division on Earth and Life Studies)

#### Unités de la Division des études de la Terre et de la vie
Unités de la Division des études de la Terre et de la vie 
- Conseil de l'agriculture et des ressources naturelles (BANR)
- Conseil des sciences de l'atmosphère et du climat (BASC)
- Conseil des sciences et technologies chimiques (BCST)
- Conseil des sciences et des ressources de la Terre (BESR)
- Conseil des études environnementales et de la toxicologie (BEST)
- Conseil des sciences de la vie (BLS)
- Institut de recherche sur les animaux de laboratoire (ILAR)
- Commission des études nucléaires et radiologiques (NRSB)
- Conseil des études océaniques (OSB)
- Conseil de recherche polaire (PRB)
- Conseil des sciences et technologies de l'eau (WSTB)

### Département des sciences de l'ingénieur et des sciences physiques (DEPS)
La Division de l'ingénierie et des sciences physiques a des activités organisées autour des items suivants :
- missions gouvernementales dans les domaines de la défense, de l'espace et de l'aérospatiale
- défis des infrastructures nationales tels que les systèmes énergétiques et environnementaux, l'information et les télécommunications, la fabrication et la conception technique, le génie civil et l' environnement bâti ou construit, y compris son Conseil des infrastructures et de l'environnement bâti ou BICE
- disciplines scientifiques et d'ingénierie telles que la physique, l'astronomie, l'informatique et l'ingénierie, la science et l'ingénierie des matériaux, ainsi que les sciences mathématiques et leurs applications.
- évaluations continues des laboratoires et des programmes de recherche du gouvernement fédéral.

#### Unités de la Division de l'ingénierie et des sciences physiques
Unités de la Division de l'ingénierie et des sciences physiques 
- Bureau de l'ingénierie aéronautique et spatiale (ASEB)
- Commission des études de l'armée de l'air (AFSB)
- Conseil sur la recherche et le développement de l'armée (BOARD)
- Conseil des systèmes énergétiques et environnementaux (BEES)
- Conseil des Infrastructures et de l'Environnement Construit (BICE)
- Conseil des sciences mathématiques et analytiques (BMSA)
- Conseil de physique et d'astronomie (BPA)
- Conseil de l'Informatique et des Télécommunications (CSTB)
- Conseil des études communautaires du renseignement (ICSB)
- Commission d'évaluation des laboratoires (LAB)
- Conseil national des matériaux et de la fabrication (NMMB)
- Commission des études navales (NSB)
- Conseil des études spatiales (SSB)

### Département de la santé et de la médecine (HMD)

#### Unités de la Division Santé et Médecine
Unités de la Division Santé et Médecine 
- Conseil sur les enfants, les jeunes et les familles (BCYF)
- Conseil sur la santé mondiale (BGH)
- Conseil des services de soins de santé (HCS)
- Conseil de la politique des sciences de la santé (HSP)
- Conseil sur la santé des populations et la pratique de la santé publique (BPH)
- Office de l'alimentation et de la nutrition (FNB)

### Département des politiques et des affaires mondiales (PGA)

#### Unités du département des politiques et des affaires mondiales
Unités du département des politiques et des affaires mondiales 
- Conseil de l'enseignement supérieur et de la main-d'œuvre (BHEW)
- Conseil des organisations scientifiques internationales (BISO)
- Conseil des données et de l'information sur la recherche (BRDI)
- Conseil de la science, de la technologie et de la politique économique (STEP)
- Comité des droits de l'homme (CHR)
- Commission de la sécurité internationale et de la maîtrise des armements (CISAC)
- Comité des sciences, de l'ingénierie, de la médecine et des politiques publiques (COSEMPUP)
- Commission de la science, de la technologie et du droit (CSTL)
- Comité sur les femmes dans les sciences, l'ingénierie et la médecine (CWSEM)
- Bureau des bourses
- Table ronde de recherche gouvernement-université-industrie (GUIRR)
- Programme Amérique résiliente
- Science et technologie pour la durabilité (STS)

### Conseil de recherche sur les transports (TRB)

#### Unités du Conseil de recherche sur les transports
- Division des études consensuelles et consultatives
- Division des programmes de recherche coopérative
  - Programme de recherche coopérative aéroportuaire (ACRP)
  - Programme national de recherche coopérative sur les autoroutes (NCHRP)
  - Programme de recherche coopérative sur la sécurité routière comportementale (BTSCRP)
  - Programme national de recherche coopérative et d'évaluation (NCREP)
  - Programme de recherche coopérative sur le transport en commun (TCRP)
  - Programme national de recherche coopérative sur le fret (NCFRP)
  - Programme national de recherche coopérative ferroviaire (NCRRP)
  - Programme de recherche coopérative sur les matières dangereuses (HMCRP)

## Processus d'études
Les académies nationales tentent d'obtenir des réponses faisant autorité, objectives et scientifiquement équilibrées à des questions difficiles d'importance nationale.
Les meilleurs scientifiques, ingénieurs, professionnels de la santé et autres experts (non limités aux membres des académies) sont recrutés pour aborder les aspects scientifiques et techniques de certains problèmes de société. Ils siègent bénévolement aux comités d'étude  convoqués pour répondre à des questions spécifiques. Tous les membres du comité servent sans rémunération.
La NASEM elle-même n'effectue pas de recherche originale; elle fournit plutôt des conseils indépendants. Ce sont principalement les agences fédérales qui financent le travail des académies ; des études supplémentaires sont financées par des agences d'État, des fondations, d'autres sponsors privés et la dotation des académies nationales.
Les commanditaires externes n'ont aucun contrôle sur la conduite ou les résultats d'une étude, une fois que l'énoncé des tâches et le budget sont finalisés. Les comités d'étude recueillent des informations auprès de nombreuses sources lors de réunions publiques, mais délibèrent en privé afin d'éviter l'influence politique, les intérêts particuliers et les sponsors.
Chaque rapport fait l'objet d'un examen externe approfondi, facilité par le comité interne d'examen des rapports (aussi composé de membres de la NAS, de la NAE et de la NAM).
Les académies nationales produisent ainsi environ 200 rapports par an, par exemple récemment sur des sujets aussi variés que la lutte contre l'épidémie d'obésité, l'utilisation de la médecine légale dans les tribunaux, les plantes invasives, l'effondrement des pollinisateurs, la consommation d'alcool chez les mineurs, le télescope Hubble, la sécurité des vaccins, l'économie de l'hydrogène, la sécurité des transports, le changement climatique et la sécurité intérieure.
De nombreux rapports influencent les décisions politiques ; certains jouent un rôle déterminant dans la mise en place de nouveaux programmes de recherche; d'autres fournissent des examens de programme indépendants. La National Academies Press est l'éditeur des Académies nationales des sciences, de l'ingénierie et de la médecine, et met ses publications à disposition pour une lecture gratuite en ligne, et les PDF complets du livre sont disponibles en téléchargement gratuit depuis 2011.

### Rapports notables

#### Rapports sur le changement climatique
En 2001, le NRC a publié le rapport Climate Change Science: An Analysis of Some Key Questions, qui soulignait le fait que les décisions politiques nationales prises maintenant et à long terme influenceront l'étendue des dommages subis par les populations humaines et les écosystèmes vulnérables. plus tard dans ce siècle. Le rapport a approuvé les conclusions du Groupe d'experts intergouvernemental sur l'évolution du climat (GIEC) comme représentant les points de vue de la communauté scientifique :
Les changements observés au cours des dernières décennies sont probablement principalement dus aux activités humaines, mais nous ne pouvons pas exclure qu'une partie importante de ces changements soit également le reflet de la variabilité naturelle. Le réchauffement induit par l'homme et l'élévation du niveau de la mer qui y est associée devraient se poursuivre tout au long du 21e siècle . . . La conclusion du GIEC selon laquelle la majeure partie du réchauffement observé au cours des 50 dernières années est probablement due à l'augmentation des concentrations de gaz à effet de serre reflète fidèlement la pensée actuelle de la communauté scientifique sur cette question.
En 2013, le NRC a publié le rapport Abrupt Impacts of Climate Change: Anticipating Surprises, qui a fourni un aperçu actualisé de la question du changement climatique brutal et de ses impacts potentiels. Cette étude différait des traitements précédents des changements brusques en se concentrant sur les changements climatiques brusques et également sur les impacts climatiques brusques qui ont le potentiel d'affecter gravement le système climatique physique, les systèmes naturels ou les systèmes humains, affectant souvent plusieurs domaines de préoccupation interconnectés.

#### Rapport sur les agressions sexuelles
En 2013, le NRC a publié le rapport Estimating the Incidence of Rape and Sexual Assault, qui soulignait qu'environ 80 % des agressions sexuelles ne sont pas signalées aux forces de l'ordre. Le rapport recommande que l'enquête nationale sur les victimes de la criminalité adopte de nouvelles approches pour les entretiens avec les victimes de viol, notamment en modifiant la formulation des questions.

Dans un article sur le rapport, Amber Stevenson qui est superviseur clinique et thérapeute au Nashville Sexual Assault Center, a déclaré que le fait de blâmer la victime était le principal problème qui empêchait les victimes de se manifester :
Tant que nous, en tant que communauté, continuons à faire des déclarations accusant les victimes, telles que « Elle s'est mise dans cette situation » ou « Elle n'a pas riposté, elle a dû le vouloir », nous continuerons à voir des viols non signalés. . . Il faut arrêter de blâmer la victime. La conversation doit se déplacer vers la personne qui a choisi de violer.

#### Rapport sur l'intégrité dans la recherche
Le rapport de 1992 intitulé Responsible Science: Ensuring the Integrity of the Research Process a été mis à jour en 2017 dans le rapport Fostering Integrity in Research. Il mntionne notamment : 
... à mesure que l'expérience s'est accumulée avec diverses formes d'inconduite en recherche, de pratiques de recherche préjudiciables et d'autres formes d'inconduite, que des recherches empiriques ultérieures ont révélé davantage la nature de l'inconduite scientifique et que les changements technologiques et sociaux ont modifié l'environnement dans lequel la science est menée, il est clair que le cadre établi il y a plus de deux décennies doit être mis à jour.

L'une des  préoccupations du rapport est qu'une part croissante des recherches récemment publiées s'avèrent non reproductibles en partie en raison d'un soutien inadéquat des normes de transparence dans de nombreux domaines ainsi que de diverses autres pratiques de recherche préjudiciables.

## Autres programmes
La bourse Christine Mirzayan en politique scientifique et technologique est un programme annuel permettant aux étudiants diplômés actuels ou récents de passer trois mois à travailler dans les académies nationales.
Les académies ont également administré le Marian Koshland Science Museum au centre-ville de Washington jusqu'à sa fermeture (2017) ; le Musée a depuis été remplacé par LabX, un programme de ressources en ligne et d'événements publics nationaux qui visent à accroître la sensibilisation aux solutions scientifiques et fondées sur des preuves aux problèmes communautaires.

## Financements revenus
Les académies nationales ne reçoivent pas de crédits directs du gouvernement fédéral.
Leurs revenus sont essentiellement des subventions et des contrats d'agences fédérales et de sources privées,.
| La source                                                      | Dollars américain |
| -------------------------------------------------------------- | ----------------- |
| Agences gouvernementales américaines (subventions et contrats) |                   |
| Département des transports                                     | 81 078 845        |
| département de la Défense                                      | 33 763 256        |
| Département de la santé et des services sociaux                | 18 383 255        |
| Agence américaine pour le développement international          | 15 719 370        |
| Fondation nationale de la science                              | 12 606 945        |
| Ministère de l'Énergie                                         | 7 940 633         |
| Administration Nationale de l'Espace et de l'Aéronautique      | 7 327 733         |
| Département du commerce                                        | 6 363 193         |
| Bureau du directeur du renseignement national                  | 5 479 264         |
| Département des anciens combattants                            | 4 204 101         |
| Les autres                                                     | 15 149 182        |
| Total des agences gouvernementales américaines                 | 208 015 777       |
| Sources privées et non fédérales                               |                   |
| Subventions et contrats                                        | 50 193 687        |
| Autres contributions                                           | 5 669 979         |
| Total des sources privées et non fédérales                     | 55 863 666        |
| Total                                                          | 263 879 443       |

Des dons provenant de fondations, du secteur privé et de philanthropes permettent aux Académies d'aborder des « questions critiques au nom de la nation ».